# Atlético Hidalgo
El Atlético Hidalgo Fútbol Club es un club de fútbol con sede en la ciudad de Pachuca, Hidalgo. Fundado el 24 de diciembre de 1996, es uno de los pocos Equipos de fútbol del estado de Hidalgo. Es uno de los equipos que más temporadas estuvo en la Tercera División de México y es considerado uno de los clubes fundadores de la competición. Actualmente participa en la Serie A de la Segunda División de México.

## Historia
Identificado por sus colores rojo y negro de los que recibe el apelativo de «rojinegros» o los «diablos», fue uno de los clubes hidalguenses más laureados, logrando clasificarse a la gran final del Invierno 1996. En 1998, el club fue vendido al Deportivo Toluca, siendo trasladado a la ciudad de Toluca, Estado de México, así cambiando su identidad a Atlético Mexiquense.
En noviembre de 2003 regresarían de igual manera a la Tercera División de México, pero desaparecerían nuevamente en 2015 debido a adeudos y problemas financieros.
En 2025 el equipo fue revivido tras el cambio de nombre y sede del Atlético Pachuca, también conocido como Pachuca Premier, el cual fue trasladado de Atitalaquia a Pachuca para recuperar al Atlético Hidalgo, funcionando como una escuadra filial para dar minutos a los jugadores pertenecientes a las fuerzas básicas de los Tuzos de Pachuca. El equipo fue inscrito en la Serie A de la Segunda División de México para volver a la actividad en la temporada 2025-26. Para su nueva etapa el equipo anunció al Estadio 10 de diciembre de Jasso, Hidalgo como su nueva sede para los partidos como local.

## Estadio
El Estadio 10 de diciembre, ubicado en la Ciudad Cooperativa Cruz Azul, en Tula de Allende, Hidalgo, es un estadio multiusos construido en 1963. El estadio tiene una capacidad de 7 761 aficionados.
En sus etapas anteriores el equipo había tenido como sedes los estadios Hidalgo y Revolución Mexicana, ambos localizados en la ciudad de Pachuca.

## Palmarés
Sus mejores resultados fue ser subcampeones, en dos ocasiones ante los Tigres UANL, siendo el club que más veces ha perdido la final sin haber resultado nunca vencedor.
- Subcampeón de la Primera división 'A' mexicana en la temporada Invierno 1996.

| Competición nacional       | Títulos | Subcampeonatos |
| -------------------------- | ------- | -------------- |
| Primera División 'A' (0/1) |         | Invierno 1996  |